# Iubire din trecut
For All Time (Iubire din trecut) este un film american de televiziune dramatic științifico-fantastic din 2000, cu Mark Harmon, Mary McDonnell și Catherine Hicks în rolurile principale. S-a bazat pe episodul 30 al serialului Zona crepusculară "A Stop at Willoughby"  care a fost scris de Rod Serling. Scenariul filmului a fost scris de Vivienne Radkoff și a fost regizat de Steven Schachter. Filmul a fost difuzat pe CBS la 18 octombrie 2000.
În 2024, filmul nu mai este disponibil pentru difuzare în streaming pe Paramount+.

## Rezumat
Charles Lattimer este un bărbat obișnuit care se confruntă cu vârsta mijlocie și căsnicia cu Kristen se apropie de sfârșit. El dă peste un derapaj de timp care are loc la una dintre călătoriile sale obișnuite cu trenul, atunci când trenul trece printr-un tunel. Cu ajutorul unui ceas vechi, poate să coboare din tren pentru a ajunge în anii 1890. Curând găsește aici o nouă iubire și un nou scop în câviață. Ceasul se strică și apar complicații atunci când portalul înapoi către trecut începe să se închidă, ceea ce-l face să ia o decizie care l-ar putea bloca în timp.

## Distribuție
- Mark Harmon - Charles Lattimer
- Mary McDonnell - Laura Brown
- Catherine Hicks - Kristen
- Philip Casnoff - Al Glasser
- Bill Cobbs - proprietar / conductor tren
- Brittany Tiplady - Mary Brown
- Ed Evanko - Marshall Latham

## Premii și nominalizări
A fost nominalizat la premiul Golden Reel în 2001.
- Cel mai bun montaj de sunet - Filme de televiziune și speciale (inclusiv mini-seriale) - Muzica
- Cel mai bun montaj de sunet - Filme de televiziune și speciale - efecte